# Alojzij Prašnikar
Alojzij Prašnikar (tudi Praschniker), slovenski inženir, * 18. april 1857, Mekinje pri Kamniku, † 12. april 1938, Dunaj. 
Alojzij Prašnikar, sin slovenskega podjetnika in gradbenika Alojza Prašnikarja, je služboval na Dunaju kot obrátni ravnatelj Južne železnice.